# Krizsán Géza
Krizsán Géza (Bikszád, 1942. augusztus 22. –) erdélyi magyar író, újságíró.

## Iskolája, munkássága
A Ștefan Gheorghiu Akadémia újságírói fakultásán végzett, 1973-tól a Bányavidéki Fáklya című hetilap szerkesztője Nagybányán. Novelláival, karcolataival, riportjaival az Utunk, Új Élet, Brassói Lapok hasábjain jelentkezett; a Művelődés színpadi jeleneteit közölte.
2001-ben jelent meg Balekok (Nagybánya, a szerző kiadása) című kisregénye. A hiszékeny, kihasználható emberekről írt a szerző, az átmeneti időszak társadalmának szereplőiről.